# (423097) Richardjarrell
(423097) Richardjarrell est un astéroïde de la ceinture principale.

## Description
(423097) Richardjarrell est un astéroïde de la ceinture principale. Il fut découvert le 16 décembre 2003 à Mauna Kea par David D. Balam. Il présente une orbite caractérisée par un demi-grand axe de 2,32 UA, une excentricité de 0,14 et une inclinaison de 3,6° par rapport à l'écliptique.

## Compléments